# Lars Sørensen
Lars Sørensen (Holstebro, Dinamarca, 3 de enero de 1968) es un nadador retirado especializado en pruebas de estilo braza y estilo combinado. Fue campeón de Europa en la prueba de 200 metros estilos en el Campeonato Europeo de Natación de 1991,
Representó a Dinamarca durante los Juegos Olímpicos de Seúl 1988 y Barcelona 1992.

## Palmarés internacional
| Campeonato Europeo de Natación | Campeonato Europeo de Natación | Campeonato Europeo de Natación | Campeonato Europeo de Natación |
| Año                            | Lugar                          | Medalla                        | Prueba                         |
| ------------------------------ | ------------------------------ | ------------------------------ | ------------------------------ |
| 1991                           | Atenas (Grecia)                | Medalla de oro                 | 200 m estilos                  |